# Франсуа III д’Орлеан-Лонгвиль
Франсуа III д’Орлеан-Лонгвиль (30 октября 1535 — 22 сентября 1551) — французский аристократ, 5-й герцог де Лонгвиль (1536—1551), граф Невшательский (1543—1551), также граф де Монтгомери и де Танкарвиль, виконт де Аббервилль, пэр Франции.

## Биография
Старший сын Людовика II д’Орлеана-Лонгвиля (1510—1536), 4-го герцога де Лонгвиля (1524—1536), и Марии де Гиз (1515—1560).
В 1536 году, когда скончался его отец, Франсуа (ему был один год) унаследовал титулы герцога де Лонгвиля, графа де Монтгомери и де Танкарвиля, виконта де Аббервилля.
В 1538 году его мать Мария де Гиз (вдова Людовика II д’Орлеана-Лонгвиля) вторично вышла замуж за короля Шотландии Якова V Стюарта и уехала в Шотландию.
В 1543 году после смерти своей бабки Жанны Хахберг-Заузенбергской Франсуа де Лонгвиль получил во владение Нёвшательское княжество.
Находился под опекой деда по материнской линии, герцога Клода де Гиза, и кардинала Лотаринского Шарля де Гиза.
Скончался в сентябре 1551 года в возрасте 15 лет, не оставив потомства.